# Puligny-Montrachet
Puligny-Montrachet là một xã trong tỉnh Côte-d'Or, thuộc vùng Bourgogne-Franche-Comté của nước Pháp, có dân số là 464 người (thời điểm 1999). Thành phố nằm giữa Santenay và Meursault, cách Beaune 12 km.

## Nhân khẩu học
| 1962 | 1968 | 1975 | 1982 | 1990 | 1999 |
| ---- | ---- | ---- | ---- | ---- | ---- |
| 550  | 597  | 528  | 528  | 466  | 464  |